# Østensjø
Østensjø is een stadsdeel van de Noorse hoofdstad Oslo, gelegen in het zuidoosten van de stad. In 2018 telde het 50.163 inwoners. Het gebied beslaat een oppervlakte van 12,24 vierkante kilometer.
Østensjø ligt ten zuiden van de stadsdelen Gamle Oslo en Alna, ten oosten van het stadsdeel Nordstrand en ten noorden van Søndre Nordstrand.
Østensjø bestaat uit de volgende wijken:
- Oppsal
- Bøler
- Bogerud
- Abildsø
- Manglerud
- Rognerud
- Høyenhall

Centraal in het stadsdeel ligt het meer Østensjøvannet. Het gebied Østensjøvannet is een beschermd natuurreservaat sinds 1992.
Alna · 
Bjerke · 
Frogner · 
Gamle Oslo · 
Grorud · 
Grünerløkka · 
(Marka) · 
Nordstrand · 
Nordre Aker · 
Østensjø ·
Sagene · 
(Sentrum) · 
St. Hanshaugen · 
Stovner · 
Søndre Nordstrand · 
Ullern · 
Vestre Aker